# Léopold Sarrasin
Léopold Loeb Sarrasin (ou Sarassin, 1783 à Bischheim, Bas-Rhin - 15 août 1860 à Paris) exerce à Ingwiller la profession de négociant, marchand de grains, fabricant d'huile, en remplissant à l'occasion les fonctions de rabbin à titre bénévole en donnant des consultations sur la Halakhah (la loi juive). En 1825, il devient second rabbin auprès du grand rabbin de Strasbourg, Jacob Meyer. En 1852, il crée  à Paris, la Société de l'étude talmudique qui donna naissance à la Synagogue Adas Yereim (Communauté de la Stricte Observance) au 10  rue Cadet, dans le 9e arrondissement de Paris.

## Biographie
Léopold Sarrasin est né à Bischheim, Bas-Rhin, en 1783.

### Second rabbin à Strasbourg
En 1825, Léopold Sarrasin devient second rabbin auprès du grand-rabbin de Strasbourg, Jacob Meyer,.